# 群馬県防災航空隊
群馬県防災航空隊（ぐんまけんぼうさいこうくうたい）は、群馬県の組織であり、消防防災ヘリコプター1機を保有・運用し、防災・救助活動等を任務としている。

## 概要
- 構成人員 = 県内消防本部の救助隊員9名・朝日航洋職員
- 運行時間 = 緊急運行など必要と認められた場合は日の出から日没まで
- 運行形態 = 朝日航洋（株）に委託
- 運行基地 = 群馬ヘリポート

## 機体
- はるな（ベル412EP・機体番号JA200G、1997年5月就航、2018年8月墜落。）

  - JA200Gの点検中はベル412SPやSA365N1をリースし、はるな2の名前で運用。
- はるな（AW139・機体番号JA10GR、2020年12月に導入[1]。）

## 防災ヘリコプター墜落事故

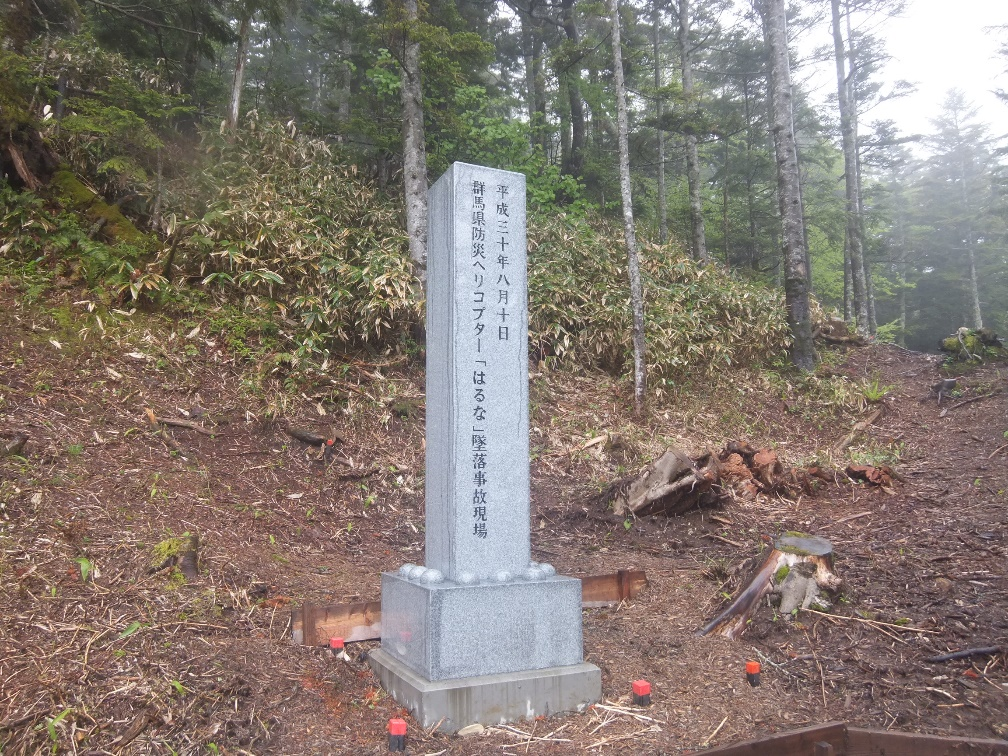
事故現場の碑

2018年8月10日午前10時頃、翌11日に全線開通する登山道「ぐんま県境稜線トレイル」の確認飛行をおこなっていた東邦航空が運用するベル412EPが途中で行方不明となり、午後2時頃、横手山付近で墜落した機体が発見された。翌11日にヘリに搭乗していた防災航空隊員4名と吾妻広域消防本部の5名の合計9人全員の死亡が確認された。運輸安全委員会による事故調査の結果、視界が徐々に悪化していた気象状態の中、墜落直前に行われた機動から空間識失調に陥り山の斜面に激突したものと結論付けられた。
この事故の慰霊碑が国道292号（草津志賀道路）渋峠駐車場と群馬県消防学校に建立された。

## 沿革
- 1996年4月：群馬県総務部消防防災課に防災航空係を設置。
- 1997年1月1日：防災航空隊設立、5月20日に運航開始。
- 2004年10月：新潟県中越地震に緊急消防援助隊として出場。
- 2008年6月：岩手・宮城内陸地震に緊急消防援助隊として出場。
- 2011年3月：東日本大震災に緊急消防援助隊として出場。
- 2014年2月：平成26年の大雪災害に出場。
- 2015年9月：平成27年台風第18号に伴う平成27年9月関東・東北豪雨に緊急消防援助隊として常総市へ出場。
- 2018年8月10日：防災ヘリコプター（ベル412EP・機体番号JA200G）が群馬県吾妻郡中之条町横手山北東約2km付近の山の斜面に墜落。
- 2019年4月1日：群馬県総務部消防防災課に群馬県防災航空センターを設置。防災航空係から格上げ。
- 2019年4月：防災ヘリの整備体制を1年間朝日航洋に委託[7]。
- 2019年6月10日：群馬ヘリポートで群馬県防災航空センターの開所式が行われた[8]。
- 2020年12月25日：三井物産エアロスペースからレオナルド式AW139型を引き渡し[9]。
- 2021年9月8日：防災ヘリコプター（レオナルド式AW139・機体番号JA10GR）の就航式を行い、朝日航洋により本運航開始[10][11][12]。
- 2024年1月2日：能登半島地震に緊急消防援助隊として出場。

## 広域連携
- 航空消防相互応援協定
  - 福島県、茨城県、栃木県、埼玉県、群馬県
- 消防防災ヘリコプターの運航不能期間等における相互応援協定
  - 新潟県、山梨県、長野県、群馬県
- 緊急消防援助隊